# Matang Rayeuk (Pr)
Matang Rayeuk (Pr) is een bestuurslaag in het regentschap Aceh Timur van de provincie Atjeh, Indonesië. Matang Rayeuk (Pr) telt 663 inwoners (volkstelling 2010).